# ユズリハ
ユズリハ（楪・交譲葉・譲葉・杠、学名: Daphniphyllum macropodum）は、ユズリハ科ユズリハ属の常緑高木。春に新しい葉が出ると古い葉が場所を譲るように落ちて生え替わるようすが特に目立つことが特徴で、和名の由来になっている。別名、ウスバユズリハ。
花の形態がトウダイグサ科に似るので、古くはトウダイグサ科に含められたが、雌蕊が2個（トウダイグサ科は3個）などの違いから、独立のユズリハ科（学名: Daphniphyllaceae）とされた。APG分類体系ではユキノシタ目に入れられている。

## 名称
和名ユズリハは、春に枝先に若葉が出たあと、前年の葉がそれに譲るように落葉することに由来する。古名はユズルハ（弓弦葉）といわれ、葉の中にある主脈がはっきりと目立ち、弓の弦のように見えることに由来する。そこから発展した地方名（方言）としてツルノハというものもある。
中国名は、薄葉虎皮楠（別名：交讓木）。

## 分布と生育環境
日本の福島県以南・関東・東海地方以西の本州、四国、九州、沖縄と、日本国外では朝鮮半島南部、中国（中部から南西部）まで自然分布する。日本の植栽可能地域では、東北地方南部より沖縄の地域となる。主に暖地の山地や広葉樹林内に自生する。

## 形態・生態
常緑広葉樹。高木の中でも中高木に分類され、高さは4 - 10メートル (m) ほどになり、幹は直立して上部は多く枝分かれをし、前年葉をつけたこんもりした樹形となる。樹皮は灰褐色から茶褐色で、縦に筋が入る。若枝は赤みを帯びる。
常緑樹でありながら、若葉に座を譲るように、春に古い葉が落ちて新しい葉と入れ替わる。この生え替わりのとき、古い葉のほうは、まだ濃い緑色をしていながらも、浅緑色の新葉の下に控えて残っている。葉は互生して、枝先にらせん状に集まってついて、葉身は垂れ下がる。葉身には光沢があり、長さは8 - 20センチメートル (cm) ほどの長楕円形から倒披針形で、先端は短く尖り、基部はくさび形。葉の裏側は白みを帯びる。長さ8 - 20 cmほどある葉柄は赤紫色を帯び、本種の特徴にもなっている。
花期は春から初夏（4 - 6月）、新葉が出るころに、前年枝の葉腋から長さ4 - 8 cmの総状花序を出して、花被（花弁と萼）がない小さな花を多数つける。雌雄異株で、雄花・雌花とも花色は黄緑色をしている。
果期は6 - 12月で、果実は長さ15 - 20 cmで、枝先に集まってつき、10月から11月に熟して黒褐色になる。
冬芽は葉柄の基部につき、紅色を帯びて、葉柄が変化した芽鱗に包まれる。葉痕は半円形で、維管束痕は3個ある。

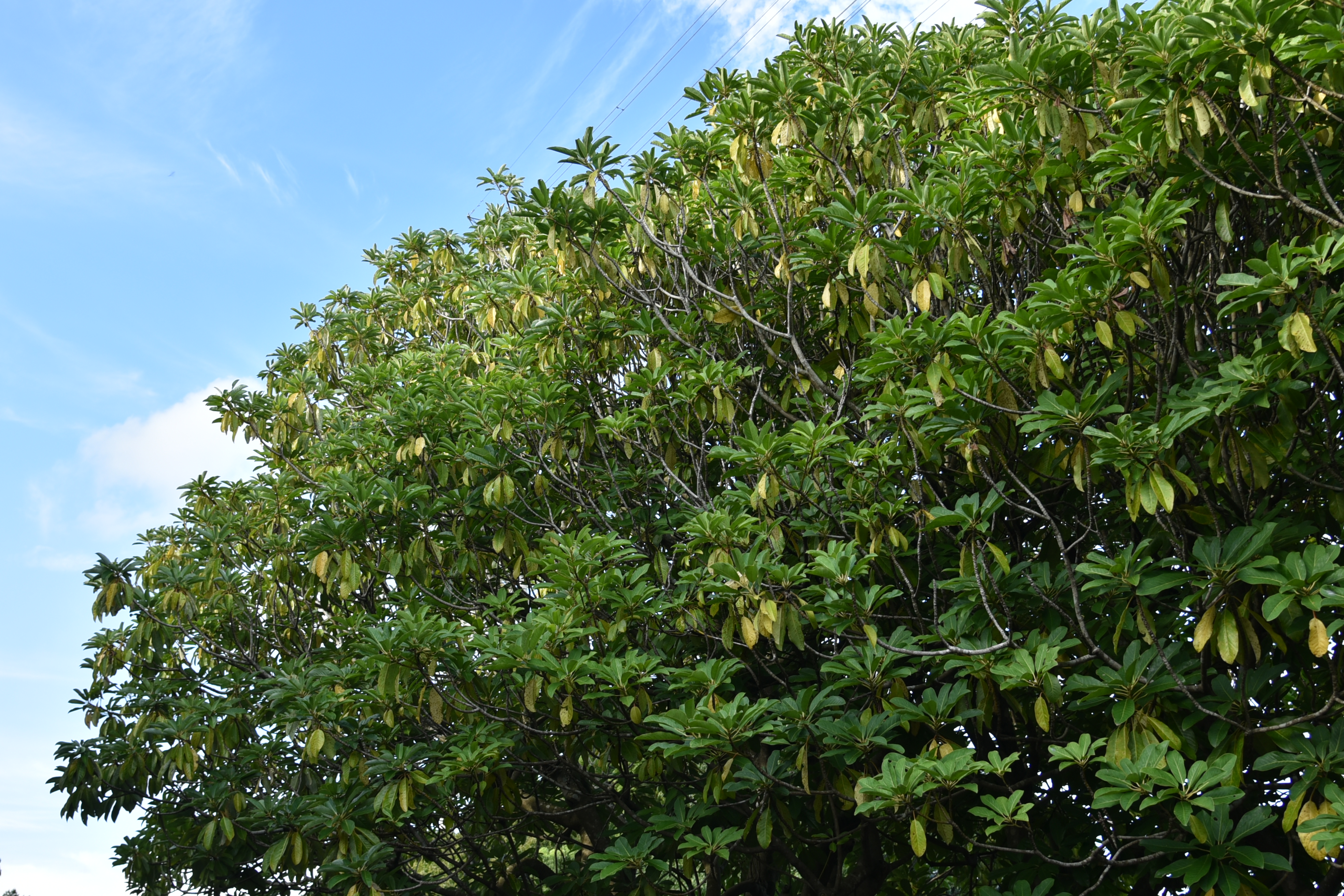
成木の梢
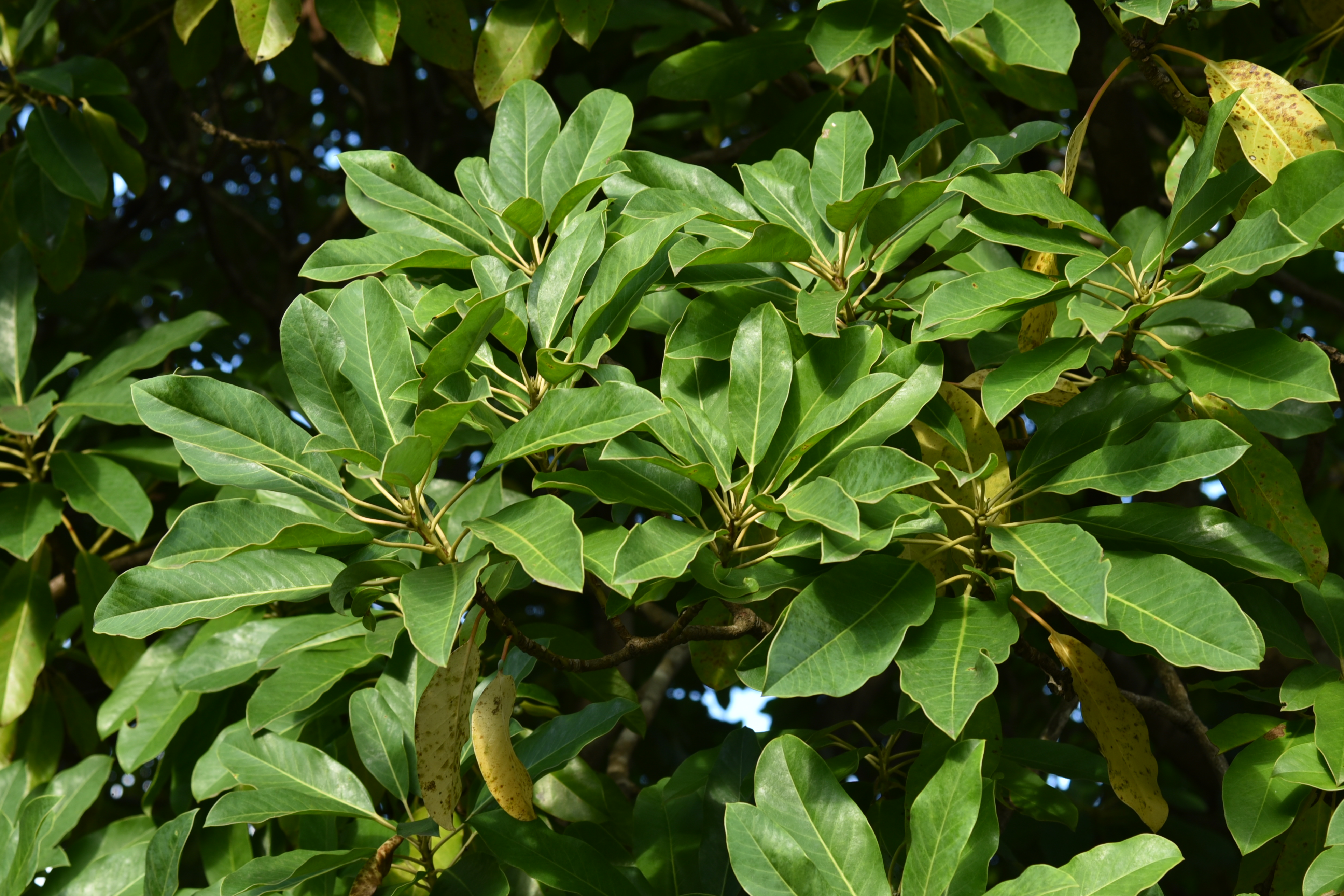
葉
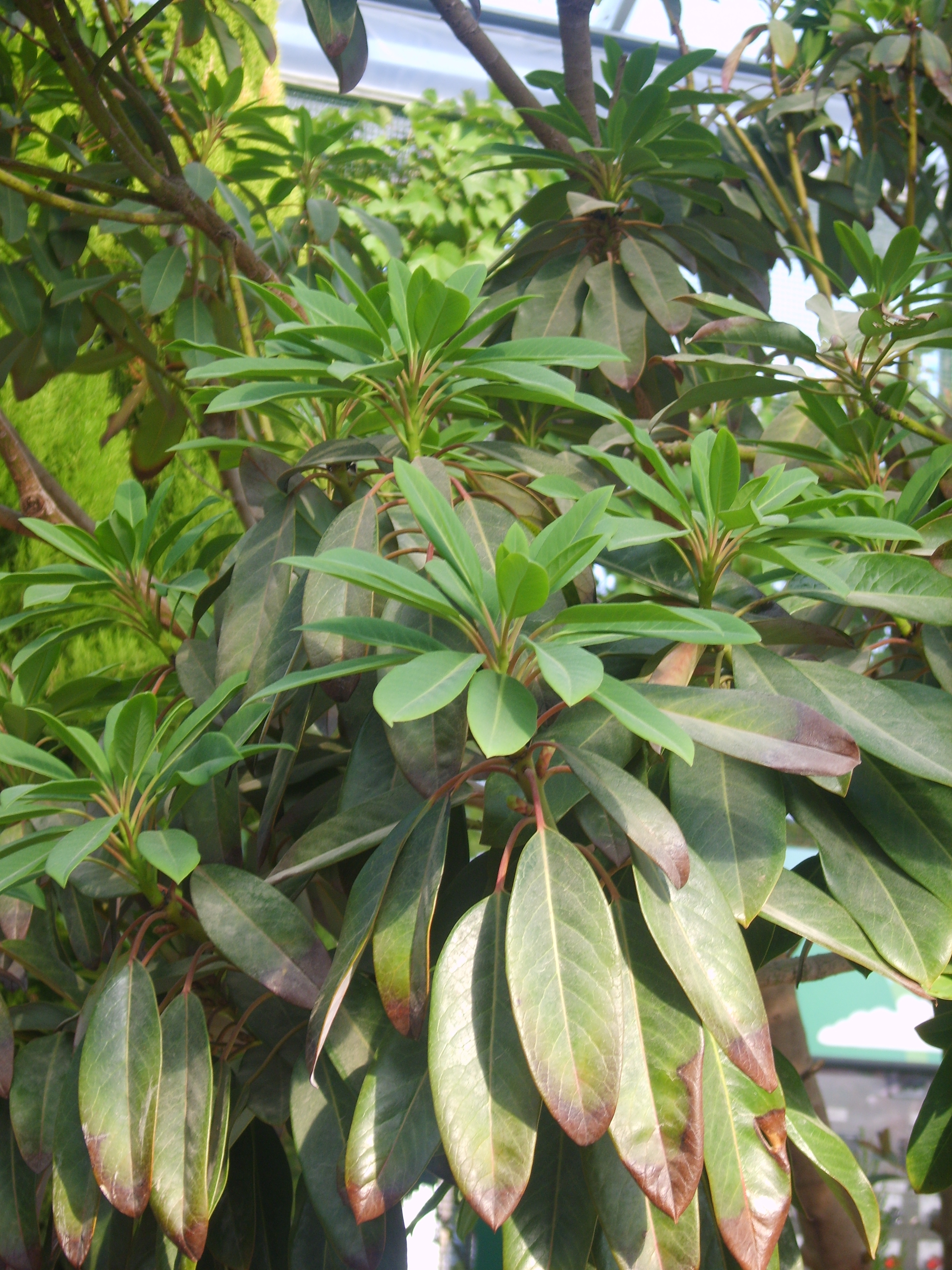
若葉とその下で落葉を控える古葉
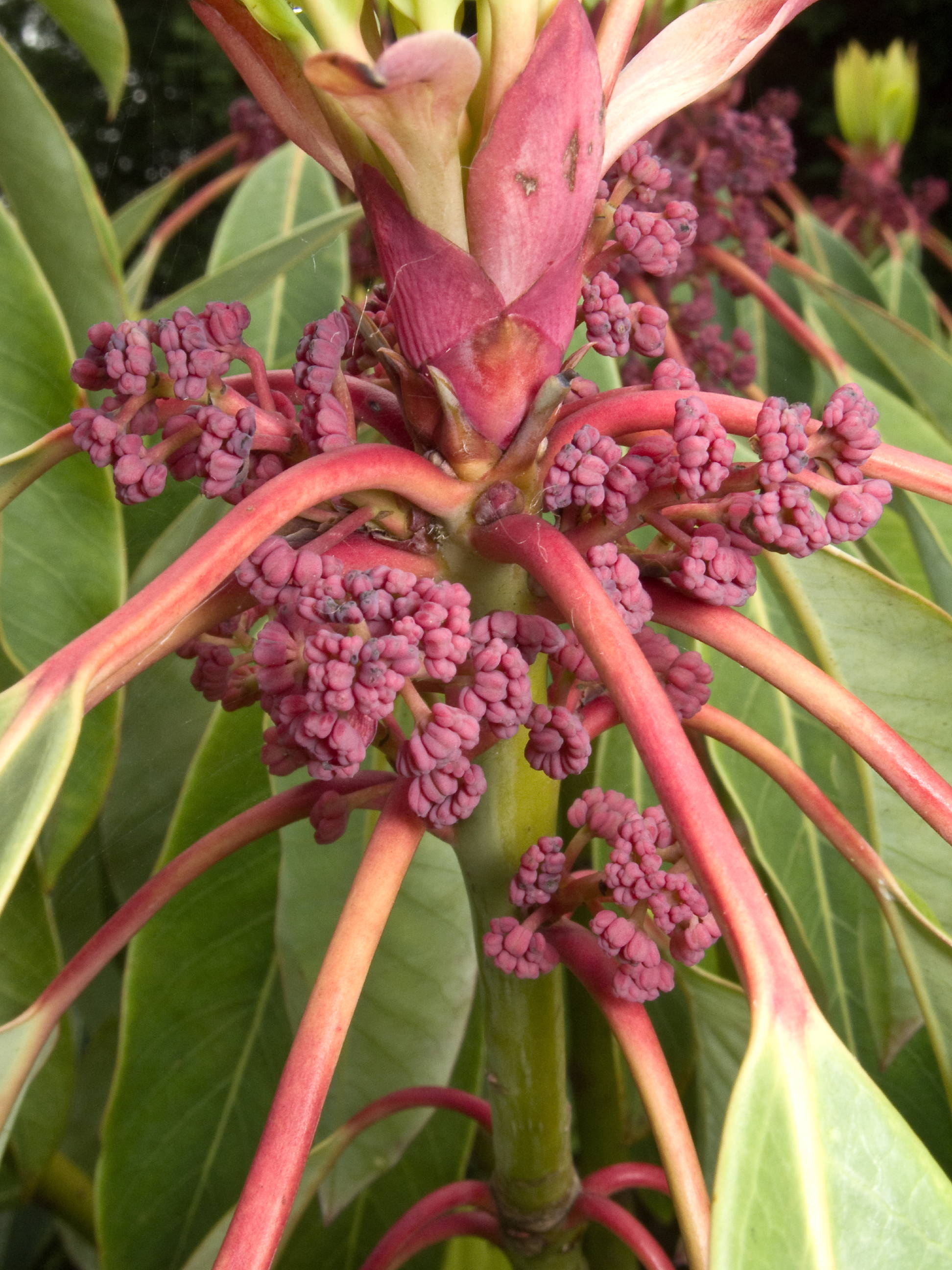
雄花
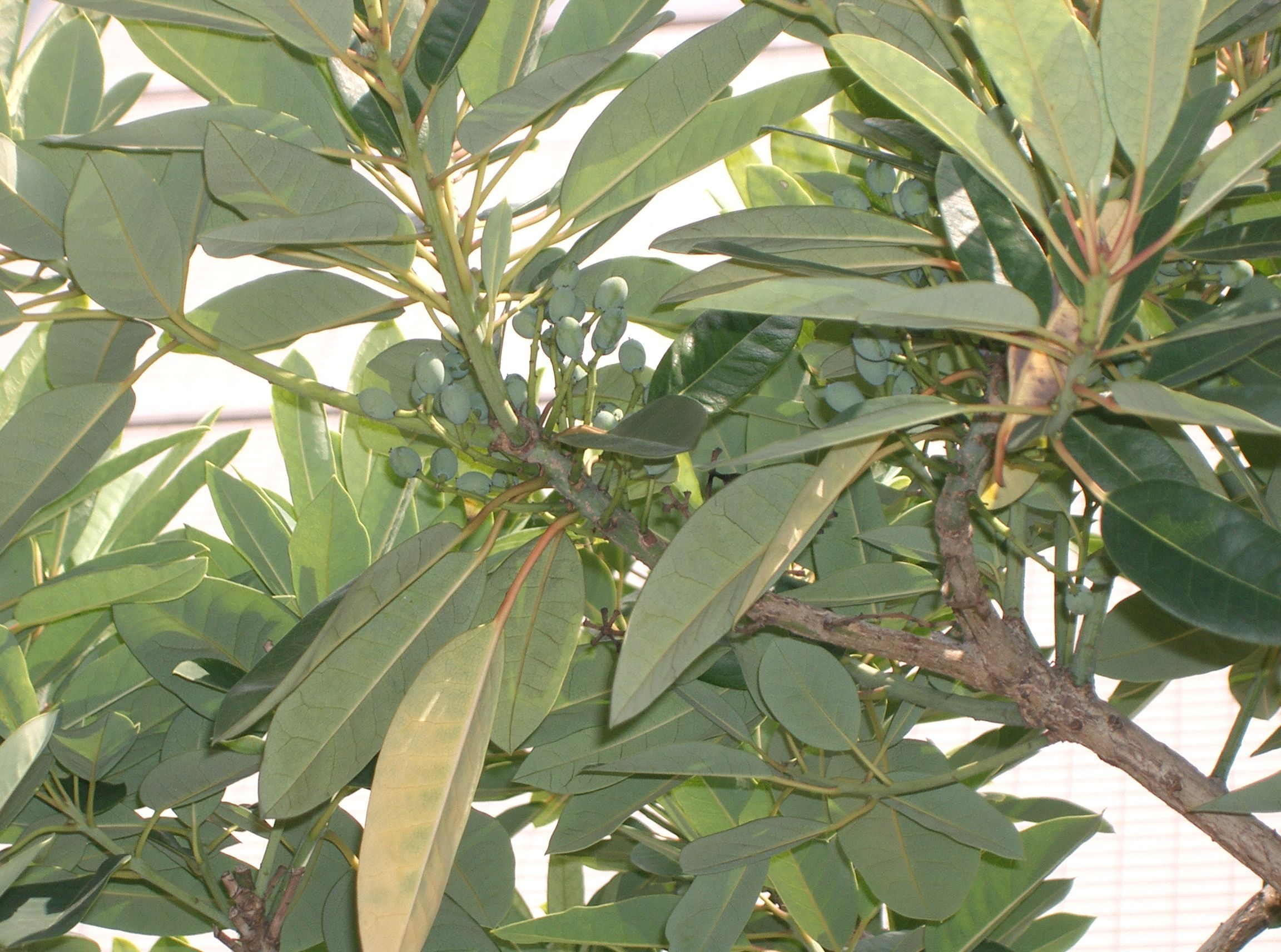
若い果実

ダフニフィリン、ダフニマクリン、ユズリミン、ダフェニリンなどの複雑な骨格構造のアルカロイド（ユズリハアルカロイド）を多数含み、家畜が誤食すると中毒の原因となる。さらに、ユズリハアルカロイドはその構造から全合成の対象としてよく取り上げられる。

## 人間との関わり
ユズリハは、新しい葉が古い葉と入れ替わるように出てくる性質から「親が子を育てて家が代々続いていく」ことを連想させる縁起木とされ、正月の鏡餅飾りや庭木に使われる。また、家紋も同様の由来で使用家は桓武平氏良文流千葉支流の原氏、出自不詳の城本氏が使用した。
防火の機能を有する樹種（防火樹）としても知られる。

## 栽培
日陰か半日陰を好む性質で、根は深く張り、土壌は砂土はよく乾燥にも強い。生育の速度は遅い方で、若木のうちは剪定の必要もほとんどない。植え付けは6月中旬から7月中旬、剪定は6月下旬から11月下旬に行うものとされる。ただし、刈り込みには弱いため、枝を軽く成形する程度に留めることとされる。木が大きくなったら、混み合う枝を間引きするようにし、切り戻しの際は枝の分かれ目で行うようにする。
大きく目立つ葉は観賞用にもされ、白い斑入りが入る‘白覆輪ユズリハ’のほか、黄覆輪や黄中斑などの園芸品種があり、斑色の濃淡でいくつかの系統がある。

## 文化
「譲り葉」の縁起を担いで正月飾りに用いられるが、これには歳を譲るという意味もある。
ユズリハに乗った年神（正月様）の降臨を歌った童謡は日本各地で見られる。ユズリハが年神の乗り物になった理由は、祖霊は次々と代を譲って新しい命へ生を繋げていくように、春になるとユズリハの新葉が芽吹くと、あたかも古葉が代を受け継ぐように落葉する様子を見て、後世の人々がそのユズリハの落ち葉に乗って祖霊は天上界へ昇ったと考えた。祖霊が帰るときも同じ乗り物の帰ってくるだろうと想像したので、門松にユズリハを結んで帰るべき家の目印とした。また、常緑樹（常磐木）であることや、葉柄の赤い色が呪力があると信じられたことも、ユズリハが正月と結びついている理由である。
地方名の「ツルノハ」は「弦の葉」から「鶴の葉」へと変化し、鶴は千年の長寿をもつおめでたい鳥とされていることから、ユズリハもめでたい葉となった。
花言葉は「若返り」である。

## ユズリハ属
ユズリハ属（ユズリハぞく、学名: Daphniphyllum）は、ユズリハ科で唯一の属である。東アジアの温帯から東南アジア・インドに分布し、35種からなる。
- Daphniphyllum beddomei
- Daphniphyllum glaucescens
  - Daphniphyllum glaucescens subsp. oldhamii var. lanyuense - 中国名：蘭嶼虎皮楠[20]。
- Daphniphyllum himalense
- ユズリハ Daphniphyllum macropodum
  - ユズリハ Daphniphyllum macropodum subsp. macropodum - 基亜種。南限は鹿児島県徳之島[21]。
  - エゾユズリハ Daphniphyllum macropodum subsp. humile - ユズリハの矮性の亜種。日本の寒冷地（北海道から中部地方の日本海側）に分布する[12]。高さ1 mほどの灌木で、ユズリハと同様に葉柄が赤い[12]。
  - アオジクユズリハ Daphniphyllum macropodum subsp. macropodum f. viridipes - 別名イヌユズリハ[22]。ユズリハの一品種。
  - フイリユズリハ Daphniphyllum macropodum f. variegatum - ユズリハの品種。別名フクリンユズリハ[23]。
- Daphniphyllum pentandrum
- ヒメユズリハ Daphniphyllum teijsmannii - 別名オヤコグサ[9]、オオバユズリハ、アマミユズリハ、オキナワヒメユズリハ[24]。ユズリハより小さく、花にはがくがある。日本の暖地（福島県以南[11]、沖縄）・台湾までの海岸近くに分布する。
  - スルガヒメユズリハ Daphniphyllum teijsmannii var. hisautii - ヒメユズリハの一変種。
  - シマユズリハ Daphniphyllum teijsmannii var. oldhamii - 別名ナガバノヒメユズリハ[25]。ヒメユズリハの変種。